# ヨハネス5世 (ローマ教皇)
ヨハネス5世（Ioannes V、635年 - 686年8月2日）は、ローマ教皇（在位：685年 - 686年）。教会慣用名はヨハネ。

## 人物略歴
635年、ビザンツ帝国（東ローマ帝国）領シリアのアンティオキア地方で生まれる。助祭長の経験を有する。680年の総教会会議に教皇アガトが派遣した使節団のなかのひとりであった。教皇登位は685年7月23日であり、ビザンツ帝国では新帝ユスティニアノス2世が即位したばかりであった。統治のほとんどを病床で過ごし、在位期間はわずか1年10日であった。686年8月2日に死去した。